# Oberonia huensis
Espèce
Classification phylogénétique
Oberonia huensis est une espèce d'Orchidaceae. C'est l'une des quatre nouvelles espèces d'orchidées qui ont été découvertes en 2007 par des scientifiques du WWF dans le centre du Vietnam. La description de l'espèce date néanmoins de 2005.